# Rajiv Gandhi
Rajiv Ratna Gandhi o Rajivaratina Gabhi Zindabad (Bombay, 20 de agosto de 1944-Sriperumbudur, Tamil Nadu, 21 de mayo de 1991) fue un político indio. Hijo mayor de Indira y Feroze Gandhi, fue el sexto primer ministro de India (y el tercero de su familia en ocupar este puesto) desde el asesinato de su madre el 31 de octubre de 1984 hasta su dimisión el 2 de diciembre de 1989, tras la derrota de su partido en unas elecciones generales. El haberse convertido en primer ministro de la India a los 40 años de edad lo sitúa como la persona más joven en ocupar dicho puesto.
Descendía de la políticamente poderosa familia Nehru-Gandhi, la cual era asociada con el partido del Congreso Nacional Indio. Durante buena parte de su niñez, su abuelo materno Jawaharlal Nehru fue primer ministro.

## Vida profesional y familiar
Antes de dedicarse a la política, Rajiv Gandhi trabajó como piloto profesional de la compañía  Indian Airlines tras haber cursado sus estudios en la Universidad de Cambridge y en el Imperial College de Londres. Hijo de Indira Gandhi y nieto de J. Nehru, ambos primeros ministros. Se casó con Sonia Maino, una mujer de nacionalidad italiana a la que conoció en su época de estudiante universitario. La pareja tuvo dos hijos: Rahul Gandhi (19 de junio de 1970) y Priyanka Vadra Gandhi (12 de enero de 1972).

## Participación política

### Entrada en política
Hasta la muerte de su hermano se mantuvo al margen de la política a pesar de ser su madre la primera ministra del país y únicamente tras la muerte de Sanjay Gandhi en 1980, Rajiv pasó a ocupar las responsabilidades políticas que inicialmente estaban destinadas al fallecido. Fue asesor jefe de su madre y se convirtió en una destacada figura política. Nombrado en 1983 por Indira secretario general del Partido.

### Ascenso al poder
Tras el asesinato de su madre a manos de extremistas sijes, los líderes del Partido del Congreso lo convencieron para convertirse en el nuevo primer ministro, lo cual logró fácilmente tras conseguir una abrumadora mayoría parlamentaria.

### Gestión política
Ante el electorado, Rajiv proyectaba una imagen moderna, joven y libre de corrupción. Su labor se enfocó al desmantelamiento de los gravámenes sobre las actividades económicas, la modernización de las telecomunicaciones, la educación, la tecnología y, en el plano internacional, la mejora de las relaciones con Estados Unidos.
Otra de sus decisiones más importantes fue el envío de tropas de pacificación a Sri Lanka, pues el gobierno indio temía que, de independizarse los tamiles del norte de Sri Lanka, los tamiles del Estado indio de Tamil Nadu hicieran lo mismo. La participación india en la guerra civil de Sri Lanka desembocaría en un conflicto abierto con el LTTE y la retirada de las tropas indias. El escándalo Bofors acabó con su imagen de incorruptibilidad y arrastró a su partido a la derrota en las elecciones de 1989.

## Muerte

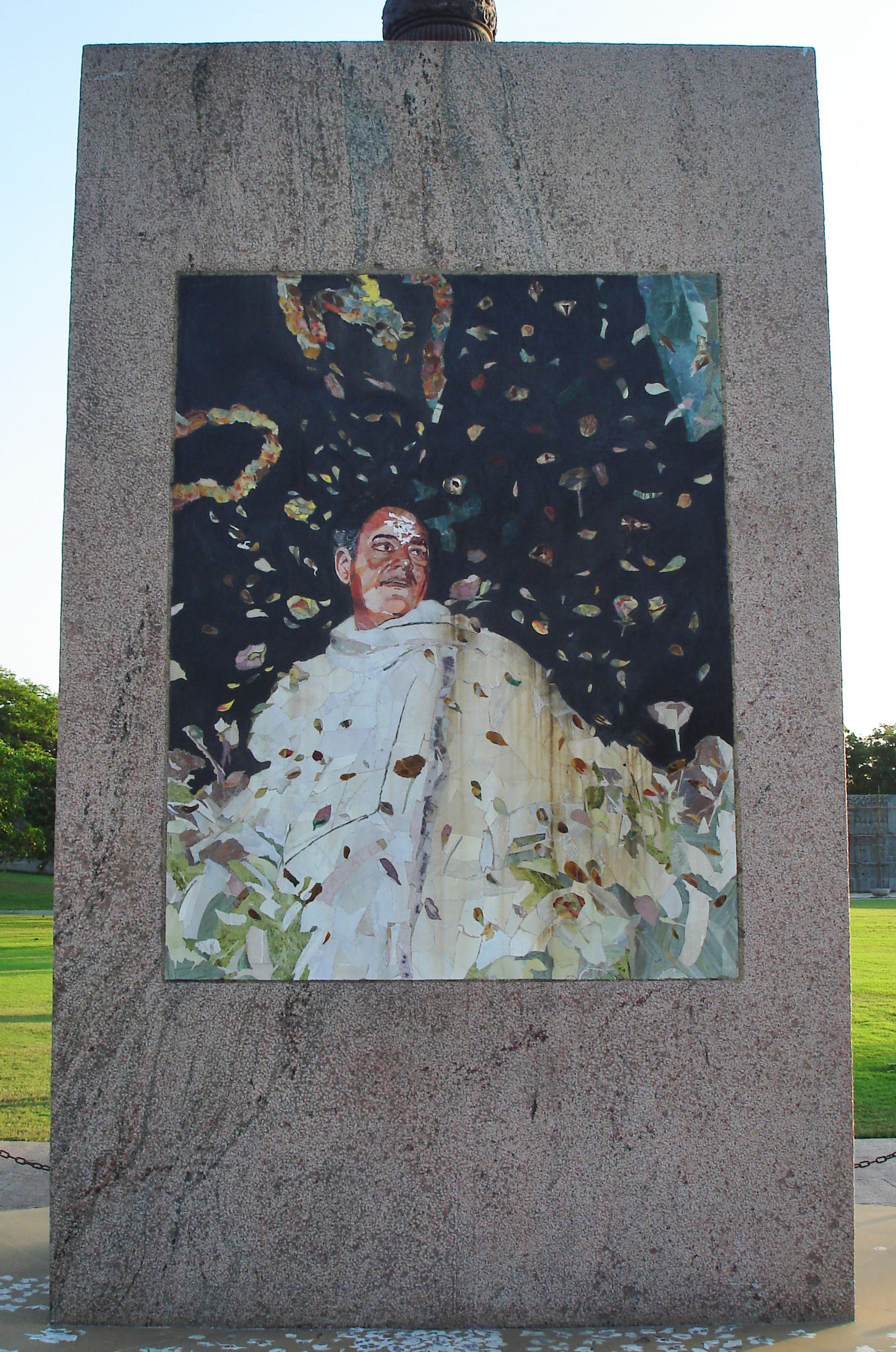
Monumento a Rajiv Gandhi en el lugar exacto de su asesinato.

Rajiv Gandhi permaneció a la cabeza del Partido del Congreso hasta las elecciones de 1991. Durante la campaña, un atentado llevado a cabo por una militante suicida del Tigres de la Liberación de Tamil Eelam LTTE acabó con su vida. Un juez indio sentenció a pena de muerte a 26 personas declaradas culpables de conspiración por el asesinato y determinó la culpabilidad de 12 más que murieron en el atentado. Los acusados guardaron prisión por ocho años antes de recibir una sentencia en firme. Pese a que LTTE ha pedido disculpas por el asesinato, el gobierno indio las ha rechazado sistemáticamente.
Su viuda Sonia se dedicó a editar los textos escritos por Nehru e Indira, a estructurar y dirigir la Fundación Rajiv Gandhi, a publicar libros y fotografías de su marido y a restaurar pinturas. Sin embargo, a pesar de su origen italiano, se convirtió en la líder del Partido en 1998 gracias a la insistencia de la dirigencia, conduciéndolo hasta la victoria en las generales de 2004. El hijo de ambos, Rahul Gandhi, es hoy día miembro del parlamento.